# Espermalegio
El espermalegio (también conocido como el órgano de Berlese) es un órgano con un propósito especial que se encuentra en las chinches hembras y que parece haber evolucionado para mitigar los efectos de la inseminación traumática. El espermalegio tiene dos partes embriológicamente distintas, conocidas como ectoespermalego y mesoespermalego. La evolución del espermalego como una contraadaptación femenina para la inseminación traumática fue propuesta por el entomólogo francés Jacques Carayon en 1966.

## Estructura
El espermalegio tiene dos partes embriológicamente distintas, conocidas como ectoespermalego y mesoespermalego.
El ectoespermalego se deriva del ectodermo. Consiste en un surco en el margen posterior derecho del quinto esclerito, que recubre una membrana pleural. Para acceder al hemocele de la hembra durante la inseminación traumática, los chinches machos insertan su pene en forma de aguja en el surco y perforan la membrana pleural. Este piercing produce heridas que dejan cicatrices melanizadas.
El mesospermalego se deriva del mesodermo. Es un saco delimitado por una membrana adherido a la pared del hemocele, directamente debajo del surco del ectoespermalego. En todas las especies de chinches de cama, excepto en Primicimex cavernis, los espermatozoides se inyectan en el mesoespermalego. La estructura contiene dos tipos principales de hemocitos, aunque su función aún no se comprende completamente. El primero de ellos es fagocítico y puede absorber líquido seminal, mientras que el otro puede digerir espermatozoides.

## Función
El ectoespermalego es visible externamente en la mayoría de las especies de chinches, dando al macho un objetivo a través del cual empalar a la hembra. En especies sin un ectoespermalego visible externamente, la inseminación traumática tiene lugar en una amplia gama de la superficie del cuerpo.
No está claro exactamente por qué los machos 'cumplen' con este aspecto del control femenino sobre el sitio de apareamiento, especialmente porque los machos de P. cavernis parecen poder penetrar el abdomen en varios puntos independientemente de la presencia de un ectoespermalego. Una posibilidad es que el apareamiento fuera del ectoespermalego reduzca la fecundidad de la hembra hasta tal punto que la paternidad del macho se reduzca significativamente ... El ectoespermalego parece actuar como una guía de apareamiento, dirigiendo el interés copulatorio del macho y, por lo tanto, el daño, a un área restringida del abdomen de la hembra.
La estructura del esperma sirve para reducir los costos inmunológicos y de heridas de la inseminación traumática. La herida punzante ocurre típicamente en la exocutícula del mesospermalego, y es reparada por una "sustancia cicatricial" desarrollada en la epidermis. Se han identificado al menos nueve especies de bacterias y hongos del órgano intromitente masculino, y el mesospermalego reduce la probabilidad de infección por dichos organismos patógenos.